# Jhon Castillo
Jhon Castillo – ekwadorski zapaśnik walczący w obu stylach. Brązowy medalista igrzysk boliwaryjskich w 2005 roku.